# El Prado, Yajalón
El Prado är en ort i Mexiko.   Den ligger i kommunen Yajalón och delstaten Chiapas, i den sydöstra delen av landet, 800 km öster om huvudstaden Mexico City. El Prado ligger 777 meter över havet och antalet invånare är 250.
Terrängen runt El Prado är varierad. El Prado ligger nere i en dal. Runt El Prado är det ganska tätbefolkat, med 67 invånare per kvadratkilometer. Närmaste större samhälle är Yajalón, 4,4 km sydost om El Prado. I omgivningarna runt El Prado växer i huvudsak städsegrön lövskog.